# Нью-Гоуп (Міннесота)
Нью-Гоуп (англ. New Hope) — місто (англ. city) в США, в окрузі Ганнепін штату Міннесота. Населення — 21 986 осіб (2020).

## Географія
Нью-Гоуп розташований за координатами 45°2′12″ пн. ш. 93°23′13″ зх. д. / 45.03667° пн. ш. 93.38694° зх. д. (45.036546, -93.386941).  За даними Бюро перепису населення США в 2010 році місто мало площу 13,19 км², з яких 13,04 км² — суходіл та 0,15 км² — водойми.

## Демографія
Згідно з переписом 2010 року, у місті мешкало 20 339 осіб у 8427 домогосподарствах у складі 5032 родин. Густота населення становила 1542 особи/км².  Було 9051 помешкання (686/км²).
Расовий склад населення:
| - 74,5 % — білих - 14,7 % — чорних або афроамериканців - 3,8 % — азіатів - 0,4 % — корінних американців - 2,9 % — осіб інших рас |

До двох чи більше рас належало 3,6 %. Частка іспаномовних становила 6,5 % від усіх жителів.
За віковим діапазоном населення розподілялося таким чином: 22,0 % — особи молодші 18 років, 59,4 % — особи у віці 18—64 років, 18,6 % — особи у віці 65 років та старші. Медіана віку мешканця становила 39,4 року. На 100 осіб жіночої статі у місті припадало 88,2 чоловіків;  на 100 жінок у віці від 18 років та старших — 85,9 чоловіків також старших 18 років.
Середній дохід на одне домашнє господарство  становив 68 840 доларів США (медіана — 50 165), а середній дохід на одну сім'ю — 83 384 долари (медіана — 71 962). Медіана доходів становила 52 799 доларів для чоловіків та 41 896 доларів для жінок. За межею бідності перебувало 12,0 % осіб, у тому числі 17,4 % дітей у віці до 18 років та 6,9 % осіб у віці 65 років та старших.
Цивільне працевлаштоване населення становило 10 132 особи. Основні галузі зайнятості: освіта, охорона здоров'я та соціальна допомога — 23,2 %, науковці, спеціалісти, менеджери — 12,5 %, виробництво — 12,4 %.